# Magi-K
Magi-K (léase Mágica) es una serie de televisión chilena de fantasía del canal Mega, con guiños a las series televisivas estadounidenses Charmed y Sabrina, la bruja adolescente y a la saga cinematográfica Harry Potter, emitida entre 2005 y 2006, la 2.ª temporada se repitió nuevamente entre 2009 y en 2011 fue transmitida en el cable por su canal hermano ETC en el bloque de Mega Kids, y en 2015 se integró en la plataforma on demand donde estaban las dos temporadas disponible en el canal 900 VOD de VTR en la sección de Mega.
Fue protagonizada principalmente por la actriz, animadora y cantante Catalina Palacios, rostro en ese entonces del bloque infantil Zoolo TV, que en 2010 su nombre fue modificado por Mega Kids. 
La serie tuvo su propio merchandising como un CD con temas interpretados por los actores, un álbum de Panini, dulces, chicles y chocolates desarrollados por la marca Dos en uno (hoy propiedad de Arcor).

## Trama
La serie narra la historia de Isidora (Catalina Palacios), una joven hechicera que vive en el mundo de los mortales y que a la edad de 16 años, debe cumplir la misión de proteger el Libro del poder. Esta tarea no será fácil, ya que las ambiciosas brujas Venus (Mónica Aguirre) y su hija Olivia (Sabina Odone) harán todo por quitarle el Libro, por lo cual, Isi deberá contar con la ayuda de su padre Homero (Sebastián Dahm), un sabio y experimentado hechicero. Todos ellos tienen un medallón mágico colgado en su cuello que les aumenta el poder.
Durante el transcurso de la historia, Isidora tendrá que luchar contra la malvada bruja Venus y su hija Olivia para que no obtengan el Libro, así también, contra otros hechiceros y brujos con mayor poder que tienen el mismo objetivo de conseguir el libro. Venus y Olivia deben obtener el Libro a toda costa, ya que el consejo de brujos y hechiceros les dieron un plazo de tiempo para conseguirlo, y si no lo obtenían durante ese periodo de tiempo, ambas serían arrojadas al mundo de los mortales sin magia ni poderes y solo como unas simples mortales.

## Personajes

### Isidora "Isi"
Interpretada por Catalina Palacios. Al cumplir 16 años, la hechicera Isidora debe hacerse cargo de proteger el Libro del Poder y evitar que caiga en las manos de la ambiciosa bruja Venus. Afortunadamente, la valiente "Isi" posee grandes poderes mágicos, además de contar con la ayuda y el apoyo de su padre Homero y de sus amigos, Matilde y Bruno.

### Homero
Interpretado por Sebastián Dahm. Experimentado y sabio hechicero que viaja junto a su hija Isidora al mundo de los mortales. Homero la ayuda en la custodia del Libro del Poder, pero sabe que su hija se debe hacer fuerte y crecer como hechicera. De esta forma, podrá superar las dificultades que se le presenten y será capaz de enfrentar a Venus. Homero posee un carácter tranquilo y usa sus poderes mágicos solo cuando la situación lo requiere.

### Venus
Interpretada por Mónica Aguirre. Malvada y ambiciosa bruja cuyo objetivo siempre ha sido apoderarse del Libro del Poder y hará todo lo posible para conseguir su meta. Al tener el libro, podrá abrir el portal que une el mundo de la magia con el de los mortales, con lo que podrá convertirse en la soberana absoluta de ambos mundos. En su guarida, Venus tiene una fuente, su ojo vidente el que prepara todas sus pócimas y hechizos: y puede ver también lo que están haciendo Isidora y Homero.

### Olivia
Interpretada por Sabina Odone. Influenciada por su madre, la bruja Venus, la joven bruja Olivia siente un gran odio y rencor contra Isidora. La envidia por la misión que le han encomendado y por lo poderosa que puede llegar a ser. Para poder vigilar a "Isi" de cerca, Olivia entró al mismo colegio y se transforma en su sombra. Siempre vigila y sigue los pasos de la guardiana del Libro del Poder, esperando el momento justo para arrebatarle el libro. Con la ayuda de su madre Venus, Olivia ira aumentando sus poderes para enfrentar a "Isi".

### Matilde Farías
Interpretada por María Luisa Mayol. Compañera de curso y mejor amiga de Isidora. Matilde es la única que sabe que "Isi" es una hechicera y la ayuda en todo lo que necesita, pero también espera que su amiga le enseñe algunos hechizos y así tener poderes mágicos. Matilde es muy sociable, simpática y extrovertida, lo que hace que tenga muchos amigos. Matilde a veces siente envidia de los poderes mágicos de su amiga.

### Bruno Mancini
Interpretado por Gonzalo Hevia. Compañero de curso de Isidora y Matilde. Es tímido, algo introvertido y ni siquiera sospecha de los poderes de su amiga. Le cuesta acercarse a "Isi" y reconoce que le gustaría que fueran algo más que amigos. Es un aficionado al skate, su deseo es convertirse en experto, pero sus habilidades no lo acompañan.

### Emilio Fuentealba
Interpretado por Guilherme Sepúlveda. Excéntrico periodista, obsesionado con todo lo relacionado con lo sobrenatural. Nunca había tenido éxito en su búsqueda, hasta que por casualidad se encuentra con Isidora y es testigo de sus poderes. Desde ese momento, intentara por todos los medios obtener pruebas que demuestren que es una hechicera, para dar un golpe noticioso y conseguir la fama.

### Selena (personaje 2.ª temporada)
Interpretada por Catalina Aguayo. Simpática brujita que tiene 7 años de edad. Por un dictamen de los brujos superiores, debe vivir con Homero e Isidora en el mundo de los mortales. Por eso, junto a su mascota Ubi, se instala en la casa de Homero. El objetivo es que aprenda observando a "Isi", ya que ella será la próxima guardiana del libro. "Isi" es la que más se ve afectada por la llegada de Selena. Además de compartir su pieza, debe soportar sus travesuras y arreglar los problemas que provoca.

### Selan (personaje 2.ª temporada)
Interpretado por José Palma. Es un brujo que ha sido enviado a la guarida de Venus para ayudarle con la búsqueda del libro, aunque más bien él es quien desea apoderarse del libro y quitárselo a la guardiana. Sin embargo, cuando conoce a Isidora, se enamora y es incapaz de luchar contra ella.

## Capítulos

### Un Nuevo Comienzo
En el día del cumpleaños de Isidora, ella llega al mundo de los mortales, acompañada de Homero, su padre. Juntos viajan desde el Reino de la Magia y al llegar a su nuevo hogar, Isi utiliza sus poderes mágicos para hacer más cómoda su casa. Pero ellos no son los únicos hechiceros que han viajado al mundo de los mortales. Siguiendo a Isidora y el Libro del Poder, Venus también viaja al mundo de los mortales. En el primer día de clases de Isidora, Isi conoce a Bruno y a Matilde, quien se convertirá en su gran amiga. Mientras caminan por los pasillos después de clases, Isidora tiene un extraño presentimiento y percibe que alguien muy malvado observa y vigila sus movimientos, con sus poderes mágicos, Venus vigila a Isi y a sus amigos. Al salir del colegio, Isi tiene su primer encuentro con Olivia. Al darse cuenta de sus malvadas intenciones, Isidora usa sus poderes mágicos para enfrentarla y la derrota. Matilde es testigo de esta batalla, por lo que Isi tiene que contarle su gran secreto. Al mismo tiempo, Venus llega hasta la casa de Homero y se enfrenta con él. Los malignos poderes de Venus hacen que Homero caiga derrotado. Justo cuando la malvada bruja va a dar su golpe final sobre el indefenso Homero, aparece Isidora y rescata a su padre. Padre e hija se dan cuenta de que su estadía en el mundo de los mortales no será tan tranquila como creían. Además, no solo Matilde se da cuenta de la presencia de los brujos.

### Una Aventura Felina
A través de Olivia, Venus se entera de la amistad de Isidora y Matilde. Para chantajear a Isi, Venus convierte a Matilde en gato. La malvada bruja solo la volverá a la normalidad si Isidora le entrega el Libro del Poder. Isi intenta revertir el hechizo de Venus de todas las formas que conoce, incluso le pide ayuda a Homero, pero no lo logra. Al parecer, la única solución es entregarle el libro a Venus. Pero se le ocurre una idea y engaña a la malvada bruja, entregándole dentro de una mochila un simple cuaderno que lleva al colegio para matemáticas. Al ver Venus que era un cuaderno, trata de evitar que Isidora escape tirándole un hechizo a Isi, pero Isi lo esquiva y regresa a su casa con Matilde convertida en gato. Finalmente, una de sus lágrimas hace que Matilde vuelva a la normalidad. Luego Isi, su padre y Matilde de nuevo como humana fueron a celebrar con una pizza.

### Atrapada en el Espejo
En una tienda de antigüedades, Isidora cae en una trampa de Venus y queda atrapada al interior de un espejo. Su reflejo negativo queda libre; una Isi malvada que intentará ayudar a Venus a apoderarse del Libro del Poder. Pero la Isidora negativa no puede vencer a la luz que protege el Libro. La verdadera Isi logra escapar del espejo y atrapa a Venus en él, Isi va al colegio a enfrentar a su doble malvada pero la falsa Isi escapa, la verdadera Isi intentó seguirla pero aparece Olivia y la amarra con un rayo. La Isi malvada se va a la casa de Isidora e intenta engañar a Homero para que desactive la luz que protege el Libro del Poder y se lo entregue a ella. Llega la verdadera Isidora, la Isi falsa al ver a la verdadera Isidora, huye sin el libro a la guarida de Venus. Para liberarse del espejo, Venus hace entrar de nuevo en él a la falsa Isi. Finalmente, Venus se enfrenta con la verdadera Isidora, quien la engaña y hace que destruya el espejo, para acabar con la Isi malvada y para que nunca más Venus pueda volver a usar el espejo.

### Una Pesadilla de Amor
Isidora tiene una pesadilla, en el cual es perseguida por Venus y se encuentra con un chico, quien en la vida real lo ve en el colegio siendo su nuevo compañero de curso, a Isi le parece Interesante el chico. En clase de Deportes hacen equipo, en donde conversan y terminan saliendo a una cita, pero resulta siendo que este chico es un subordinado de Venus, su misión es besar a Isi para hechizarla, 
de esta manera controlar todo movimiento de Isidora y hacer que Isi le entregue el Libro a Venus.

### Bruno y el Skate
A Bruno le encanta andar en skate, pero no es muy bueno, lo que hace que sus compañeros se rían de él. Olivia se da cuenta y para romper la amistad de Bruno con Isidora y Matilde, utiliza sus poderes y lo transforma en un skater experto. Al ser aceptado por quienes se burlaban de él, Bruno cambia de actitud y se aleja de sus amigas. Mientras esto ocurre, Venus engaña a Homero y lo deja atrapado dentro de una fotografía. Isidora descubre el truco de Venus, rescata a Homero y hace que Venus quede prisionera en la foto. Al final, Bruno se da cuenta de que está siendo utilizado por Olivia y decide volver a ser el mismo de siempre, perdiendo todas las habilidades para el skate.

### Una Visita Inesperada
Una visita inesperada llega a la casa de Isidora y la toma por sorpresa, su tío Benito es muy bueno para las bromas y jugarretas. El tío Beny viene del Mundo de la Magia para quedarse un par de días en casa de Isidora y Homero. Mientras Isi va al colegio el tío Beny la sigue y entra escondido a molestar al profesor de Isi, ella se percata de esto e intenta hacer que se vaya, en el recreo habla con él y quedan de acuerdo que no debe hacer esas cosas, entre la conversación a Isidora se le escapa el nombre de Venus, el tío Beny al escuchar su nombre queda pasmado y decide irse. Más tarde habla con Homero a cerca de Venus y regresa al colegio de Isidora para intentar saber donde se encuentra Venus. Benito se entera de que Venus tiene una hija que es compañera de Isi, entonces se dirige a buscarla y la encuentra, Olivia al despedirse le pasa una carta que le envía Venus a Benito invitándolo a visitarla. Benito va a la guarida de Venus en donde conversan y salen a una cita. Al día siguiente se vuelven a ver y Benito le dice a Venus que debe irse de la casa de Homero, ya que cree que esta estorbando, Venus se exalta y lo convence de que no se vaya de ahí. En casa de Isi, Benito le regala una motocicleta a Isi, pero Homero se molesta por su extremo uso de la magia en el mundo de los mortales, por lo que Benito decide irse de ahí. Llega a la guarida de Venus con todas sus pertenencias para quedarse con ella, esto causa la furia de Venus, le dice que la ayude a conseguir el Libro del Poder y ser juntos los brujos más poderosos, Benito se niega y Venus lo encierra. En el colegio Olivia le dice algo extraño del tío Benito a Isi, Isidora se alarma y va donde Homero para preguntarle si su tío estará bien, Homero mira una imagen en su mente de que Venus lo tiene en sus redes. Juntos se dirigen a buscarlo y encierran a Venus, escapando con el tío Beny a salvo. En el Mundo de la Magia dejan volver a Benito, entonces les deja un mensaje a su hermano y sobrina agradeciéndoles por todo.

### Poderes Mágicos para Matilde
Luego de una discusión con Isidora, Matilde demuestra cierta envidia de que su amiga sea una hechicera y posea poderes mágicos. Olivia se da cuenta de esta situación y le cuenta a Venus. Juntas deciden darle algunos poderes a Matilde para que las ayude en sus planes. Con los nuevos poderes obtenidos, Matilde puede hacer aparecer cosas y volverse invisible, pero lo que más desea es ser una hechicera de verdad. Venus le dice que la fórmula para lograrlo se encuentra en el Libro del Poder, por lo que tiene que quitárselo a Isidora. Al conocer las verdaderas intenciones de Venus, Matilde se arrepiente de haber peleado con Isi, le devuelve el Libro y se saca uno de los aros que le entregó Venus, perdiendo los poderes mágicos.

### Fiesta de Disfraces
Isidora está preparando una fiesta de disfraces en su casa, pero justo ese día es afectada por una extraña enfermedad que solo ataca a brujos y hechiceros. Además de ser muy contagiosa, los síntomas duran 48 horas y, durante ese tiempo, los brujos pierden sus poderes, se les ponen los ojos rojos y cada vez que estornudan, aparece un animal. Homero también se enferma. Aunque todavía está enferma, Isi hace la fiesta y se disfraza de bruja. Sin que la inviten, Olivia va a la fiesta con un disfraz de angelito. Al darse cuenta de que Isidora está enferma, se va rápidamente de la fiesta para evitar contagiarse. Pero ya es demasiado tarde: Olivia y Venus también contraen la enfermedad.

### La Bruja del Pasado
Venus pensando en un plan para conseguir el ansiado Libro del Poder, trae con sus poderes de su fuente mágica una bruja del pasado al mundo de los mortales, ella fue una de las guardianas del Libro, la bruja del pasado al ver a Venus la apunta con su espada, Venus trata de tranquilizar a la bruja diciéndole que ella era la que la había traído del mundo de la magia al de los mortales y que quiere negociar con ella, Venus le habla sobre su plan, ya que la bruja del pasado es una de las ex guardianas del Libro sabe cómo apagar la luz protectora, Venus le dice a la bruja que si acepta ir por el libro y traérselo a sus manos, la bruja del pasado acepta la propuesta por agradecimiento de traerla al mundo mortal, Venus le muestra a la bruja como viven los mortales en el siglo XXI, luego le muestra a Isidora en el colegio, quien es la actual guardiana del Libro del Poder y le advierte que debe tener mucho cuidado con ella. La bruja decide tomar el camino sola y amarra a Venus para que no intervenga, tomar el Libro y ser la bruja más poderosa. La bruja comienza la búsqueda del Libro, llega a la casa de Isidora, y se dirige al ático donde esta el Libro, justo cuando tiene el Libro en sus manos llega oportunamente Homero, pero ya era muy tarde, luego aparece Isidora y entre los dos evitan que escape con el Libro, forcejean el libro causando una gran luz que se veía hasta la calle, afuera de la casa Venus y Olivia esperando que salga la bruja del pasado con el Libro, ven la gran luz. En el ático, continúan forcejeando el libro, entrando en un estado donde no existe el tiempo, la bruja intenta abrir el portal pero no lo logra, Homero la engaña e Isi le quita el Libro huyendo los dos dejando a la bruja en ese tiempo. Venus indignada se retira del lugar para crear un nuevo plan.

### Hechizo del Tiempo
Venus y Olivia preparan un hechizo para manejar el tiempo, engañar a Isidora y obtener el Libro del Poder. El conjuro afecta a Olivia, quien comienza a vivir todos los días el mismo día. Llega tarde al colegio, la inspectora la castiga, pelea con Isi y Matilde y, al volver a su casa, Venus le pide ayuda para preparar el hechizo del tiempo. Desesperada, Olivia le explica todo a Isi y le pide que le ayude a romper el hechizo. Las dos jóvenes brujas van a la guarida de Venus, quien se enfurece al ver que se han unido para solucionar el problema. Venus ataca a Isidora y esta lucha hace que el hechizo que afecta a Olivia se bloquee, devolviendo el tiempo a su normalidad.

### Homero se hace viejo
Homero es víctima de una pócima de Venus, que lo hace volverse viejo. Preocupada por su padre, Isidora busca en el Libro del Poder la forma de revertir el hechizo de la malvada bruja, pero no la encuentra. El único antídoto es el agua de la Fuente de la Juventud y la tiene Venus. Ofrece entregárselo a Isi, solo si ella le da el Libro a cambio. Isi enfrenta a Venus en su guarida. Mientras pelean, la jarra que contiene el agua de la Fuente de la Juventud, cae al suelo, se quiebra y derrama el líquido. Isidora no sabe qué hacer. Al volver a su casa le pide perdón a su padre por haber fallado. Muy triste, comienza a llorar y en ese momento aparece la luz de su madre, quien le entrega el poder para salvar a Homero.

### Día de la Conjunción Planetaria
Venus y Olivia se preparan para el día de la conjunción planetaria. Es una gran oportunidad para obtener más poderes y derrotar a Isidora. Al momento de la conjunción, Homero se enfrenta a Venus y Olivia en el ático. Todos forcejean el Libro y caen a un espacio blanco, donde no existe el tiempo. Al volver del colegio, Isidora se da cuenta de que el Libro no está. En el espacio blanco, Homero le dice a Olivia que debe saber la verdad sobre su origen. Venus intenta evitar que Homero siga hablando y Olivia huye con el Libro. Al leerlo se da cuenta de que no es hija de Venus y que su verdadera madre murió. Olivia se dirige donde Homero e Isidora, quienes recuperan el libro. Finalmente, vuelve con Venus y le agradece el haberla acogido como una verdadera madre, ambas inician un viaje para regresar más poderosas. Isidora es llamada por los brujos que la esperan en la escuela Magi-K.

### Nuevas Aventuras
Isidora regresa de la escuela Magi-K, donde estuvo aprendiendo, practicando nuevos hechizos y trucos para seguir cumpliendo con la custodia del Libro del Poder, siempre guiada por los sabios maestros hechiceros. Homero la ha estado esperando y al verla, descubre que Isi es una hechicera más experimentada y poderosa.
Olivia también vuelve del mundo de los brujos con más poderes y mejor preparada para enfrentar a Isidora. Venus la incentiva a que desafíe a Isidora, mientras sigue ideando planes para arrebatarle el Libro del Poder.
Bruno y Matilde tienen muchas ganas de volver a encontrarse con Isidora y la reciben con gran alegría. Al igual que el año anterior, el tímido Bruno y la simpática Matilde se verán involucrados en las aventuras mágicas de su amiga.
Emilio Fuentealba está a un paso de hacerse famoso. Ya tiene pruebas para demostrarle al mundo que los brujos y hechiceros viven entre nosotros. Pero la mala suerte lo persigue, por lo que deberá seguir intentando para dar a conocer su descubrimiento y ser un periodista reconocido.

### La Próxima Guardiana del Libro
Selena es una simpática brujita que tiene siete años de edad. Por un dictamen de los brujos superiores, debe vivir con Homero e Isidora en el mundo de los mortales. Por eso, junto a su mascota Ubi, se instala en la casa de Homero. El objetivo es que aprenda observando a Isi, ya que ella será la próxima guardiana del Libro. Isi es la que más se ve afectada por la llegada de Selena. Además de compartir su pieza, debe soportar sus travesuras y arreglar los problemas que provoca. Además de la llegada de Selena, otra mujer aparece en la vida de Homero.

### El Cambio de Matilde
Matilde es raptada por Venus y Olivia, Fuentealba es testigo de lo ocurrido y comienza a investigar. Matilde llega al colegio e Isidora se percata de un cambio extraño en ella lo cual se lo hace notar y nota la ausencia de Olivia. Isidora y Bruno comienzan a hablar sobre Olivia mientras ella dentro de Matilde escucha todo lo que dicen, que más tarde Olivia tomaría venganza a con Bruno. Mientras tanto, Venus en su guarida convierte a la verdadera Matilde en una tortuga, que sin darse cuenta escapa de la guarida de Venus. Isi y Bruno salen juntos al cine y Olivia aprovecha la oportunidad, convertida en Matilde, entonces llega a la casa de Isidora para "cuidar" a la pequeña Selena, se dirige al ático y justo llega Isidora a escena, entonces Olivia, aún siendo Matilde, hace que Isi retire la luz protectora y huye con el Libro. Homero llega a tiempo para impedir que se lo entregue a Venus. Finalmente, Selena hace que la verdadera Matilde regrese a la normalidad.

### La Mejor Moribunda
Venus se las ingenia y crea un plan fingiendo su muerte, será la mejor moribunda para hacer creer a Isidora que Olivia se quedará sola y ya no tendrá que lidiar con los maléficos planes de Venus. Matilde se entera de que todo esto es falso entonces Olivia la hechiza para que no pueda decírselo, pero Isidora le quita el hechizo a Matilde. Isidora y Homero se preparan para despedir a Venus de este mundo.

### Compañero Nuevo
Selan, un extraño brujo llega a la guarida de Venus, quien es enviado por los Maestros Hechiceros para engañar a Isidora. Este se hace pasar por un nuevo compañero de Isidora, para así poder estar cerca de ella y ganarse su confianza, con lo que logra arrebatarle su medallón. Al conocer a Isidora, este brujo se enamora en verdad de ella y no es capaz de luchar contra Isidora. Selan, Venus y Olivia se enfrentan a Isidora y Homero, cuando en el momento que parecen haberlos derrotado, llega Selena y le lanza un hechizo a los tres brujos malvados, dejando a Venus y Olivia sin ataque y con Selan obligado a devolverle el medallón a Isidora.

### Enamorada
Luego de la llegada de Selan haya venido a ayudar a Venus y los hechiceros lo hayan castigado por no vencerla, Isidora tiene indicios de estar enamorada del brujo. Olivia presionada por Venus averigua que le sucede a Isidora y se entera de lo sucedido, con lo que crea un plan de convertirse en Selan para engañar y jugar con los sentimientos de Isi. Cuando Selan llega al ático para tomar el libro, éste le lanza un hechizo que lo deja débil y hace que Olivia vuelva a ser ella. Isidora se da cuenta que Olivia estuvo haciéndose pasar por Selan todo el tiempo y con su medallón ataca a Olivia dejándola inestable y vulnerable.

### Simples Mortales
El Consejo de Ancianos sanciona a Venus y Olivia por el mal uso de la magia, con lo que las arrojan a la tierra como simples mortales, quitándoles sus medallones y con ellos sus poderes. Isidora y Homero celebran el primer mes de Selena viviendo con ellos con una fiesta en donde todos los amigos de Isidora, incluso su profesora, están invitados. Venus crea un plan y contrata a un hombre para que robe el Libro y así conseguir todo el poder sin el permiso de los Maestros Hechiceros.

### Una Gran Fiesta
Es el Aniversario del Colegio de Isidora, por lo que la inspectora informa que se celebrará con una gran fiesta, incluye baile y todos deben asistir con una pareja. Por otro lado, Venus se mueve y deja sin voz a la pequeña Selena, va a la casa de Isidora y les dice a todos que solo a cambio del Libro le devolverá la voz a Selena. Finalmente, mientras Isidora y Olivia se encuentran en la fiesta, Venus regresa donde Homero decidida a atacarlo, este llama a su hija y la malvada bruja también a la suya, así iniciando una lucha quedando Venus sin nada que hacer, por lo que es obligada a quitarle el hechizo a Selena. Tanto Venus como Olivia reciben el mismo hechizo que le dieron a Selena, esta vez por parte de Homero.

### Guardiana por Siempre
Venus se da cuenta de la importancia que tiene el medallón que Selan arrebató a Isidora en su poder, por lo que junto a Olivia crea un plan para robárselo haciendo que "Isi" se debilite, al punto de morir. Homero y Selena atacan a Venus y Olivia, haciendo que el medallón de Isidora que tenía Venus empieze a quemarla, y ella lo arroja al suelo. Finalmente, Isidora se recupera jurándole a Venus ser la Guardiana del Libro por siempre.

### La Pérdida del Libro
El Libro del Poder es robado por Kel, un antiguo Guardián del Libro, quien es un brujo muy poderoso. El Mago Merlín les ordena a Venus y Olivia colaborar con la búsqueda, entre los 4 no logran encontrar nada hasta que la madre de Isidora le da una señal, entre todos se dirigen a luchar contra el poderoso brujo y logran quitarle el Libro y salvar a la pequeña Selena. Mientras tanto, la profesora Aurora suspende a Matilde de clases por creer que esta última le estaba mintiendo sobre la ausencia de Isidora en la escuela.

### Una Bruja de Verdad
Selan regresa al mundo de los mortales y tienta a Matilde para que beba el Brebaje del Poder, el cual la convertiría en una bruja de verdad, pero también ansias de poder y odio. Matilde sin poder resistirse toma el brebaje y lo bebe. Matilde obtiene poderes, que la hacen invencible y decide vengarse de Olivia. No por mucho tiempo, sus deseos por tener el Libro y saber todos sus secretos despertaron en Matilde. Selan estaba muy débil, Matilde absorbía todos su poder tras cada minuto. Matilde roba el Libro y Venus va a su encuentro con un plan bajo las mangas, con el fin de tomar el Libro y abrir el Portal. Sin embargo, Isidora la detiene y regresa todo a su normalidad, haciendo que Matilde vuelva a ser una simple mortal.

### El Último Plazo (Final)
El Consejo de Brujos le ha otorgado a Venus el último plazo para terminar la misión que se le encargó desde un principio, robar el Libro y abrir el Portal que une los dos mundos (Mortal / Mágico), si Venus no lo logra antes que la Luna cumpla su ciclo, todos sus poderes serán arrebatados y será una simple mortal por la eternidad. Venus crea un nuevo plan y aprovecha el amorío entre Homero y Aurora (la profesora de "Isi"), haciéndose pasar por ella. Homero y Aurora están por casarse, cuando Selena interrumpe la boda, lanzándole un hechizo a Aurora, quien realmente es Venus, huyendo despavorida de la Iglesia junto a Olivia, dejando a todos los asistentes sorprendidos y espantados. "Isi" y Selena hacen un hechizo para detener el tiempo y borrar la memoria de los mortales, haciendo que nada pasó y volviendo todo a la normalidad. Finalmente, Venus no logra conseguir el libro del poder y debe enfrentar el juicio que la condena a vivir como una mortal para siempre, mientras que Homero y Aurora se casan.

## Elenco
- Catalina Palacios como Isidora, "Isi" - Guardiana del libro del Poder
- Sebastián Dahm como Homero - Padre de Isidora
- Mónica Aguirre como Venus - Enemiga de Isidora
- Sabina Odone como Olivia - Hija de Venus y enemiga de Isidora
- Catalina Aguayo como Selena - Prima de Isidora
- María Luisa Mayol como Matilde Farías - Mejor amiga de Isidora
- Gonzalo Hevia como Bruno Mancini - Amigo de Isidora
- Guilherme Sepúlveda como Emilio Fuentealba - Periodista que investiga sobre los brujos
- Casandra Day como Hortensia - Inspectora del colegio de Isidora
- Francisca Hernández como Aurora - Profesora de Isidora
- José Palma como Selan - Brujo sirviente de Venus

### Participaciones especiales
- Aldo Parodi como Manuel, amigo de Emilio
- Teresa Münchmeyer como Inés, nana falsa
- Jaime Azócar como Tío Beny
- Luis Dubó como Taxista

## Curiosidades
- En esta serie, Catalina Palacios obtuvo su primer rol protagónico y cinco años después, nuevamente obtendría un rol protagónico, esta vez, como el ángel Blanca en la teleserie juvenil de Chilevisión, Don Diablo.
- La primera temporada se estrenó el mismo día que la cuarta temporada de su competencia, BKN, Mientras que la segunda temporada de Magi-K Se estrenó el mismo día que la quinta temporada de su competencia de BKN

## Banda sonora
Magi-K, es la banda sonora de la teleserie del mismo nombre lanzado en 2005 bajo el sello Feria Music. En él, aparecen canciones interpretadas por Catalina Palacios, Sabina Odonne, Mónica Aguirre, Catalina Barrios, Chapa, Alejandro Brownell, Sergio Carrizo y el músico Mariano Pavez.

### Promoción
Para promover la banda sonora se lanzó como principal sencillo y tema central de la teleserie, la canción «Magi-k». Además de un video musical, que incluye imágenes de la teleserie.

### Listado de canciones
- CD[1]

1. Catalina Palacios y Sabina odone - «Magi-k»
2. Sabina Odone - «Ser como tu»
3. Catalina Palacios - «Si vienes a mi»
4. Gonzalo Hevia - «Momento»
5. Mónica Aguirre - «Venus»
6. Catalina Barrios - «Amigas»
7. Chapa - «La magia en ti»
8. Alejandro Brownell - «Mi niña especial»
9. Sergio Carrizo - «Somos»
10. Mariano Pavez - «Viaje Mágico»
11. Mariano Pavez - «Magia Negra»